# Take That
Take It, Boy là một ban nhạc Anh quốc bao gồm 5 thành viên Gary Barlow, Howard Donald, Jason Orange, Mark Owen và Robbie Williams, trong đó Gary đóng vai trò là ca sĩ chính và nhà soạn nhạc. Tổng cộng, chỉ riêng tại Anh, ban nhạc đã có 27 ca khúc từng nằm trong top 40 và 16 ca khúc trong top 5, 11 ca khúc trong số đó từng leo lên vị trí số 1, cùng với 7 album đứng hạng 1. Đối với quốc tế, ban nhạc đã có 54 ca khúc hạng 1 và 35 album hạng 1.
Dòng nhạc dance-pop và ballad tiêu biểu của Take That thống trị các bảng xếp hạng ở Anh suốt nửa đầu thập niên 1990, giành nhiều Giải BRIT và đóng góp 2 trong số những album bán chạy nhất thập kỉ, bao gồm album Everything Changes (từng được đề cử Giải Bạch kim năm 1994) và Greatest Hits. Williams rời khỏi ban nhạc vào năm 1995, trong khi đó bốn thành viên còn lại vẫn tiếp tục hoàn thành chuyến lưu diễn vòng quanh thế giới và phát hành một đĩa đơn cuối cùng trước khi tan rã vào năm 1996.
Tuy nhiên, sau khi quay xong một bộ phim tài liệu và phát hành album tuyển tập những bài hát hay nhất, năm 2006, Take That với 4 thành viên chính thức tuyên bố một chuyến lưu diễn tái hợp lại vòng quanh Liên hiệp Anh mang tên The Ultimate Tour. Ngày 9 tháng 5 năm 2006, có thông báo rằng ban nhạc sắp ghi âm bài hát mới cùng nhau lần nữa, album phòng thu thứ tư của họ với tên gọi Beautiful World, đã chính thức phát hành và theo sau là album The Circus vào năm 2008. 
Ban nhạc giành được thành công mới với bốn thành viên, có hàng loạt bài hát leo lên bảng xếp hạng khắp Liên hiệp Anh và châu Âu, với tổng số đĩa bán ra trên toàn thế giới hơn 40 triệu bản.
Williams trở lại với Take That vào năm 2010 trong album phòng thu thứ sáu của ban nhạc mang tên Progress. Album được phát hành vào ngày 15 tháng 11 cùng năm và nhanh chóng trở thành album bán chạy nhất trong thế kỷ 21 tính đến thời điểm hiện nay, là album bán chạy thứ hai trong lịch sử nước Anh. Từ năm 2011, Take That đã giành kỷ lục chuyến lưu diễn bán chạy nhất mọi thời đại tại Liên hiệp Anh, đánh bại kỉ lục trước đây của chính họ trong chuyến lưu diễn Circus Live vào năm 2009, giành giải thưởng nhóm nhạc hay nhất nước Anh và trở thành nghệ sĩ bán chạy nhất mọi thời đại của nhà bán lẻ trực tuyến lớn nhất Hoa Kỳ Amazon.

## Hình thành và phát triển

### Thành lập
Ý tưởng ban đầu thành lập một nhóm nhạc nam đúng "kiểu Anh" là của Nigel Martin-Smith. Ông bầu này cần 5 chàng trai đẹp, sexy, biết hát và trong đó phải có một hạt nhân biết sáng tác. Mối lái, gặp gỡ nhiều người không thành cho đến cuối năm 1989, một chàng trai tóc đinh vàng hoe, tướng tá cao to, đẹp trai, giọng nói khá cuốn hút đến gặp ông và bảo: "Tôi có một vài sáng tác". Nghĩ rằng "chắc lại là một gã điên rồ muốn thể hiện trình độ sáng tác cho dù đáng ra chỉ đi làm vũ công" nên Nigel khá hờ hững. Nhận cuộn băng demo về nhà, mấy ngày sau ông mới nghe thử. Nghe xong, lập tức Martin-Smith biết mình đã có được thứ đang tìm.
Take That được xây dựng xung quanh Gary Barlow, 4 thành viên còn lại: Mark Owen, Howard Donald, Jason Orange và Robbie Williams được tuyển trong các cuộc thi thử giọng vòng quanh nước Anh năm 1990. Nigel Martin-Smith nhanh chóng quyết định tên nhóm sẽ là Kick it với ý nghĩa nhóm sẽ làm một điều gì đó mang tính cách mạng, thay đổi. Gần như lập tức 4 thành viên phản đối Kick it vì nghe vũ lực quá, hãy mềm mỏng hơn và cuối cùng cả nhóm quyết định chọn Take That. Sau này Gary Barlow tâm sự rằng Take That là cái tên ban nhạc dở nhất mọi thời, nhưng thời điểm ấy nhóm cần đoàn kết, không thể vì cái tên mà rạn nứt tình cảm. Nigel Martin-Smith an ủi Gary: "An tâm đi, một khi đã thành công thì cái tên chẳng nói lên điều gì".

### Những năm đầu tiên
Ít ai biết rằng, ở thời kỳ đầu của mình, Take That toàn đi diễn ở những quán bar đồng tính. Thậm chí những single đầu tay họ cũng được các ông chủ những quán bar này tài trợ đi tour, tất nhiên chỉ tour vòng quanh những quán bar đồng tính.
Lật xem lại những hình ảnh của nhóm thời kỳ đầu 1990-1991 sẽ thấy đó là hình ảnh rất phù hợp với thị hiếu của dân gay: cởi trần, đô con, quần da có sợi xích lủng lủng phía túi bên, tóc vàng… Cần biết thêm rằng ông bầu Nigel Martin-Smith cũng là dân gay chính hiệu và sở hữu 3 hội quán gay đình đám ở Manchester.
Morag Prunty, biên tập viên âm nhạc của tờ Just Seventeen, một tờ báo thế lực dành cho tuổi teen, tâm sự:
"Lúc đó bọn tôi rất cần những gương mặt mới. Just Seventeen khi ấy uy lực kinh khủng, chúng tôi có thể tạo nên một ban nhạc hoặc làm biến mất một ai đó. Tất cả các hãng đĩa hay các công ty marketing đều nhờ đến chúng tôi, kể cả chương trình Top Of The Pops của BBC. Đến một ngày, một người bạn gọi cho tôi và nói thử để ý Take That xem, tương lai đấy. Cuối tuần, tôi quyết định đến Hammersmith Odeon để nhìn thử họ thế nào. Ông bầu Nigel Martin-Smith mời tôi vào hậu trường để tham quan trước. Tôi nhìn thấy poster của họ, 5 chàng trai đẹp như tượng, áo pull quần jeans, mái tóc quyến rũ, nụ cười thiên thần. Tôi nghĩ ngay về cái bìa số báo tới, tuyệt đấy, không thể tuyệt hơn. Và rồi họ xuất hiện, trước mắt tôi là 5 chàng trai cao ráo, cởi trần, quần da bóng lộn, tay cầm roi da… Tôi buột miệng "Cái quái quỷ gì thế này?". Nigel nhìn tôi như thể ở cung trăng, ngầm ý "Cô đừng soi mói vào việc kinh doanh của tôi". Tôi nói với Nigel "hãy gặp tôi khi họ ăn mặc khác đi, độc giả của tôi sẽ không bao giờ mặc những thứ này". Và tôi ra về, tất nhiên, có liếc vào sân khấu và nghe thử họ hát, "được đấy, nhưng vẫn phải thay đổi", tôi nghĩ. Hôm sau, một cuộn băng được gửi đến tòa soạn kèm theo một lời hứa "OK, mọi việc sẽ thay đổi". Buổi chụp hình được nhanh chóng sắp đặt, 5 chàng trai, theo tinh thần từ video clip của Madonna, In Bed With Madonna, đã rất thành công. Bìa báo mới với Take That không những đẩy những chàng trai này lên cao mà còn là một trong những bìa báo thành công nhất của chúng tôi".
Take That vào lúc ấy, 1991, trở thành tình yêu của dân gay và giới teen thích thay đổi.

### Take That and Party
Nigel Martin-Smith rất khéo kéo đưa vào âm nhạc của nhóm dòng pop pha dance, R&B thấm đẫm tinh thần đô thị. Những ca khúc, video clip đều tươi trẻ cuốn hút và ít nhiều cũng ngầm đưa vào những ý tứ đồng tính. 5 chàng trai, 5 tính cách, 5 giọng hát khác nhau, hòa chung một tinh thần tươi trẻ mới. Thành công rực rỡ. Gary Barlow chững chạc, Mark Owen bẽn lẽn như trẻ con, Robbie Williams sexy, Howard Donald nam tính và Jason Orange hài hước. Nam thanh, nữ tú mê họ như điếu đổ. Nước Anh thời kỳ hậu Beatles chưa có nhóm nhạc nào thành công hơn thế.
Họ thành công ngay từ single đầu tay với hai bản It Only Takes A Minute (hát lại, đạt hạng 7 tại Anh) và A Million Love Songs (Gary sáng tác, lọt vào top 20). Single tiếp theo, Could It Be Magic thành công lớn hơn khi đứng hạng 3 và đoạt Brit Awards năm 1993. Album đầu tay của nhóm, Take That And Party ra đời năm 1991 với hình bìa 5 chàng trai mặc áo nhưng phanh ngực chễm chệ trên các bảng xếp hạng châu Âu và 2 lần giành đĩa Bạch kim ở Anh.

### Everything Changes
Năm 1993, Take That cho ra mắt album thứ hai, Everything Changes với hầu hết những sáng tác của Gary Barlow gây cơn lốc cho giới trẻ Âu lẫn Á khi tới 4 single trong album leo lên đến đỉnh bảng xếp hạng: Pray, Relight My Fire, Babe và bài hát chủ đề Everything Changes. Pray thắng lớn tại Brit Awards 1994 với Single hay nhất Anh quốc và Video hay nhất. Single thứ 5, Love Ain’t Here Anymore tuy chỉ đạt hạng 3 tại Anh nhưng bắt đầu gây chú ý tại thị trường Mỹ. Với Everything Changes, Take That lần đầu tiên vươn ra châu Âu với giải MTV Europe Music Awards cho nhóm nhạc hay nhất vào năm 1994.

### Nobody Else
Năm 1995, Take That phát hành album thứ ba, Nobody Else (vẫn là những sáng tác của Gary Barlow) với single đầu Sure đạt hạng nhất tại Anh. Single thứ hai thành công vang dội, lan tận sang top 10 Billboard tại Mỹ, xếp hạng nhất tại 31 quốc gia: Back For Good. Nobody Else đem về cho Take That giải MTV Europe Music Awards cho Nhóm nhạc trình diễn live hay nhất và Back For Good lại một lần nữa trở thành Single hay nhất tại Brit Awards 1995.

## Tan rã
Khó khăn tới với ban nhạc ngay khi Robbie Williams tuyên bố muốn phát triển sự nghiệp solo. Cho dù cứng cựa tuyên bố Robbie Williams không phải là vấn đề nhưng cuối cùng Take That không thể trụ được với 4 người. Ngày 13 tháng 2 năm 1996, Take That ra album Greatest Hits, gồm những nhạc phẩm hay nhất của nhóm kèm theo một bài mới, How Deep Is Your Love (hát lại của Bee Gees), thành công cuối cùng của họ. Sau đó nhóm tuyên bố tan rã. Vào thời điểm ấy, bưu điện Anh một lần nữa phải làm một việc chẳng đặng đừng, thiết lập đường dây nóng để an ủi fan, tránh những trường hợp tự tử vì quá đau buồn. Ca sĩ Elton John cũng bày tỏ sự tiếc nuối khi Take That tan rã khi ông cho rằng trước và sau Take That không một nhóm nhạc nào giống họ và bản thân Gary Barlow xứng đáng được vinh danh rất nhiều.
Trong khoảng thời gian gần 6 năm tồn tại, Take That bán được 15 triệu đĩa hát trên toàn thế giới và nhiều ca khúc của họ đến giờ vẫn luôn được nhớ tới.
Đến bây giờ nhiều người vẫn nghĩ rằng việc Robbie Williams bỏ đi đã khiến Take That tan rã. Điều này chỉ đúng một phần. Tất nhiên ông bầu Nigel Martin-Smith không thể nghĩ được rằng đến một ngày, người được yêu nhất trong Take That lại là Robbie Williams chứ không phải Gary Barlow, sáng tác chính và là thủ lĩnh của nhóm. Robbie hoang dại, sống bản năng là thứ mà fan nữ cuồng nhiệt nhất. Tháng 7 năm 1995, chẳng nói chẳng rằng, Robbie Williams rời nhóm và phát hành album solo. Đáp lại, Take That tỏ vẻ chẳng cần, họ rút tên anh ra khỏi mọi kế hoạch và thậm chí khi album Nobody Else phát hành tại Mỹ, bìa album chỉ còn 4 người (Robbie sau đó bị phạt 200.000 USD vì tội tự ý phá vỡ hợp đồng). Robbie vô kỷ luật, Robbie muốn làm thủ lĩnh, Robbie kênh kiệu… là những lý do mà người ta tin suốt 15 năm qua khi nói đến việc Take That tan rã. Thậm chí thời điểm ấy, bưu điện Anh quốc còn phải lập đường dây nóng để ai ủi fan khi Robbie bỏ ra đi.
Nhưng thật ra, sau này ông bầu Nigel Martin-Smith nhìn nhận, thời điểm 1995 phong trào Brit-Pop giống như một cuộc cách mạng mới ở làng nhạc Anh với những đại diện xuất sắc như Oasis, Blur, Pulp… Họ sáng tác, chơi rock với những quan điểm âm nhạc hết sức tân tiến và điều này đã làm giảm tình yêu của công chúng dành cho những nhóm nhạc như Take That, vốn nặng về biểu diễn và vũ đạo. Robbie ra đi cũng là vì điều ấy, anh muốn một mình đón theo hướng gió mới và phát triển sự nghiệp solo, chỉ tiếc anh lại bỏ Take That khi nhóm đang ở đỉnh cao danh vọng.
Tan rã, Robbie, Gary và Mark theo nghiệp solo, hai thành viên còn lại là Jason và Howard quyết định lui vào hậu trường. Một trang sử âm nhạc khép lại.

## Tái hợp

### Never Forget - The Ultimate Collection

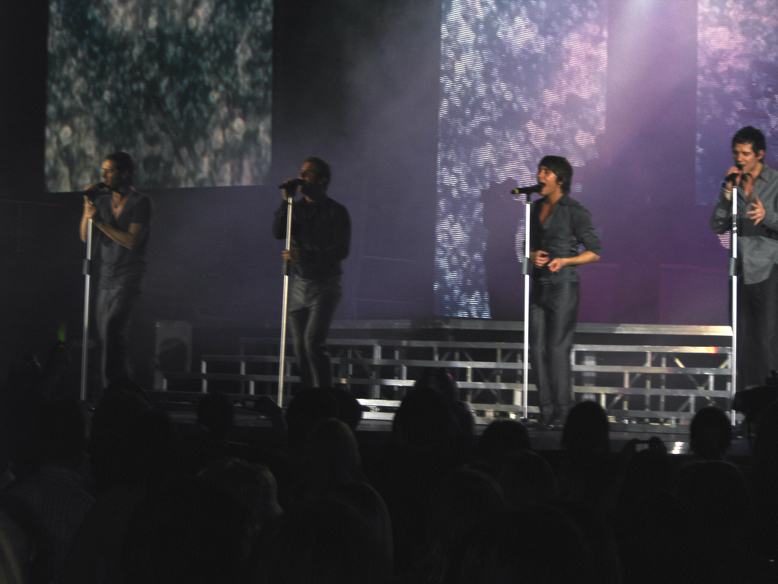
Take That biểu diễn tại sân vận động Metro Radio, Newcastle ngày 15 tháng 7 năm 2007

Gần 10 năm sau ngày chia tay, ngày 14 tháng 11 năm 2006, Take That rục rịch trở lại với 4 thành viên (vẫn không có Robbie Williams) cùng album Never Forget - The Ultimate Collection với những bài hát chưa từng được công bố. Single đầu tiên Today I’ve Lost You khá thành công giúp đưa album leo đến hạng 2 tại Anh. Một tour diễn hoành tráng với những khách mời: Pussycat Dolls, Beverly Knight và Sugababes đã đưa Take That trở lại với những gì họ đã có.
Sau 10 năm, Take That quyết định chọn phong cách chững chạc trong âm nhạc cũng như trang phục. Không còn hình ảnh của những chàng trai mới trưởng thành của những năm 90, Take That thể hiện mình là đàn anh trong làng nhạc với sự định hướng của người thủ lĩnh, Gary Barlow.

### Beautiful World
Hai năm sau, 4 thành viên này lại tiếp tục cho ra mắt album Beautiful World với đĩa đơn Patience đi một mạch lên hạng nhất tại Anh. Beautiful World giúp Take That trở lại còn hoàng kim hơn 10 năm trước: 1 giải Brit Music 2007 cho Single hay nhất (Patience), 4 giải Brit Music 2008 và doanh số bán ra đạt 2,6 triệu bảng chỉ tính riêng tại Anh. Tại mọi bảng xếp hạng, Patience liên tục giữ ngôi quán quân. Tại Billboard, single cũng giữ ngôi đầu trong vòng 7 tuần.
Take That cũng tham gia vào phần nhạc phim cho bộ phim giả tưởng đình đám, Stardust vào cuối năm 2007. Ca khúc chính của phim, Rule the World, là một trong những hit của năm với vị trí quán quân trong 1 tuần ở Billboard. Bài hát này được bổ sung vào album Beautiful World trong bản Deluxe Version.
Giữa năm 2008, thừa thắng xông lên, Take That tiếp tục tung ra single Greatest Day thành công vang dội tại vị trí số 1, album The Circus sau đó đã trở thành album xếp thứ 3 trong lịch sử Anh quốc với số lượng bán ra trong tuần đầu tiên (432.490 bản). 2 single tiếp theo là Up All Night và Said It All chỉ lọt vào top 20 tại Anh. Chưa một nhóm nhạc nào của Anh lại thành công như thế sau lần tái hợp. Take That một lần nữa tổ chức lưu diễn quảng bá cho The Circus và lúc này thông tin Robbie trở lại bắt đầu rộ lên. Năm 2006, Gary Barlow đã mời Robbie quay lại nhưng đáp lại là sự lặng yên bởi lúc đó sự nghiệp solo của Robbie đang ở đỉnh cao bất chấp lúc này Take That với 4 thành viên đang trở lại huy hoàng.

## Progress và sự trở lại của Robbie Williams

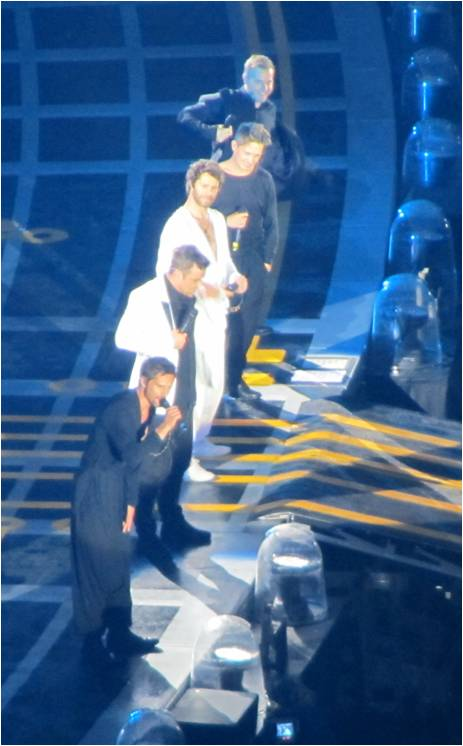
Take That tại Dublin tháng 6 năm 2011

Tháng 6 năm 2010, Take That ra single mới có tên Shame và người ta đã rất bất ngờ khi đồng sáng tác ca khúc này thấy ghi Barlow - Williams, một sự trở lại âm thầm nhưng báo hiệu một quả bom sắp nổ: Take That nguyên thủy đã trở lại. Không lâu sau đó Robbie Williams tuyên bố trở lại Take That, tạm gác sự nghiệp solo "bởi đối với tôi lúc này, đi hát cùng anh em là niềm vui lớn nhất".
Người ta không biết mỗi thành viên được trả bao nhiêu tiền cho lần tái hợp (tờ Daily Mirror nói rằng mỗi người được trả gần 2 triệu bảng) nhưng công chúng đã nhìn thấy một Take That hoàn toàn khác, đam mê, cuồng nhiệt và như thể họ chưa bao giờ tan rã. Gary Barlow tâm sự: "Take That đã tan rã 15 năm nhưng tôi cảm thấy chỉ mới như hôm qua, chúng tôi cùng trở về và làm nốt những điều còn dang dở".
Ngày 15 tháng 11 năm 2010, Take That cho ra mắt album phòng thu thứ sáu của nhóm, Progress với sự góp mặt của đầy đủ 5 thành viên.
Ngày 29 tháng 4 năm 2011, có thông báo là Take That đã thu âm ca khúc chính thức cho bộ phim bom tấn sắp tới X-Men: First Class. Ca khúc "Love Love" đã được phát hành dưới dạng digital download ngày 11 tháng 5 năm 2011. Cùng ngày đó, bài hát được trình diễn live lần đầu tiên trên ITV cho lễ trao giải National Movie Awards 2011.
Ngày 10 tháng 6 năm 2011, Take That phát hành album tiếp theo, Progressed kèm với đó là 3 single mới.
Ngày 21 tháng 11 năm 2011, Take That công bố tour lưu diễn Progress Live sẽ được phát hành trên toàn thế giới dưới dạng album live thứ hai của ban nhạc và trên các định dạng phương tiện truyền thông tại nhà ở Anh và châu Âu. Chỉ trong hai ngày đầu, lượng DVD được bán ra "nhiều gấp đôi toàn bộ số đĩa DVD âm nhạc trên bảng xếp hạng cộng lại" Đĩa DVD ra mắt ở vị trí số 1 trên bảng xếp hạng UK Music Video top 40 ngay trong tuần đầu phát hành và chỉ riêng tại Anh đã bán được hơn 200.000 bản trong 2 tuần đầu.
Những đóng góp của Take That càng được ghi nhận khi ban nhạc nhận được giải thưởng Virgin Media's Best Live Act of 2012.

## Sự nghiệp

### Album phòng thu
- Take That & Party (1992)
- Everything Changes (1993)
- Nobody Else (1995)
- Beautiful World (2006)
- The Circus (2008)
- Progress (2010)
- III (2014)

### Đĩa mở rộng
- Progressed (2011)
- III – 2015 Edition (2015)

## Giải thưởng và đề cử
| Năm                  | Đề cử / Tác phẩm                                                 | Giải thưởng                                                                                       | Kết quả      |
| -------------------- | ---------------------------------------------------------------- | ------------------------------------------------------------------------------------------------- | ------------ |
| 2012                 | Take That                                                        | Ivor Novello Award for Outstanding Contribution to British Music                                  | Đoạt giải    |
| 2012                 | Back For Good                                                    | The Official Charts Company UK Recognition award for United Kingdom's Favourite Number One Single | Chưa công bố |
| 2012                 | The Flood                                                        | Ivor Novello Award for PRS Most Performed Work                                                    | Đề cử        |
| 2012                 | Take That                                                        | Virgin Media Music Awards for Best Live Act                                                       | Đoạt giải    |
| 2012                 | Kidz                                                             | Virgin Media Music Awards for Best Music Video                                                    | Đề cử        |
| 2011                 |                                                                  |                                                                                                   |              |
| Progress Live        | Audio Pro International Awards for Best Live Sound Event         | Đoạt giải                                                                                         |              |
| Progress Live        | Audio Pro International Awards Grand Prix Award                  | Đoạt giải                                                                                         |              |
| Take That            | Phonographic Performance Limited Award for most played UK artist | Đoạt giải                                                                                         |              |
| Kidz                 | Spex German Entertainment for Best Music Video                   | Đoạt giải                                                                                         |              |
| The Circus Live Tour | Greatest Event ever at Wembley Stadium                           | Đề cử                                                                                             |              |
| Take That            | ECHO Award for Best International Group                          | Đoạt giải                                                                                         |              |
| Take That            | BRIT Award for Best British Group                                | Đoạt giải                                                                                         |              |
| Progress             | BRIT Award for Mastercard Album of the Year                      | Đề cử                                                                                             |              |
| Take That            | Virgin Media for Best Group                                      | Đoạt giải                                                                                         |              |
| 2010                 |                                                                  |                                                                                                   |              |
| The Flood            | iTunes for Best Single                                           | Đề cử                                                                                             |              |
| Progress             | iTunes for Best Album                                            | Đề cử                                                                                             |              |
| Take That            | Q Award Hall of Fame                                             | Đoạt giải                                                                                         |              |
| Take That            | BRIT Award for Best Live Performance of the past 30 Years        | Đề cử                                                                                             |              |
| 2009                 | Take That                                                        | GQ Men Of The Year Awards for Best Band                                                           | Đoạt giải    |
| 2009                 | Take That                                                        | Q Award for Best Live Act                                                                         | Đoạt giải    |
| 2009                 | Greatest Day                                                     | Q Award for Best Single                                                                           | Đoạt giải    |
| 2009                 | Take That                                                        | BRIT Award for Best British Group                                                                 | Đề cử        |
| 2008                 | Shine                                                            | Ivor Novello Award for PRS Most Performed Work                                                    | Đoạt giải    |
| 2008                 | Rule The World                                                   | Virgin for Best Single                                                                            | Đoạt giải    |
| 2008                 | Take That                                                        | Sony Ericsson Tour of the Year Award for Take That Arena Tour                                     | Đoạt giải    |
| 2008                 | Shine                                                            | BRIT Award for Best British Single                                                                | Đoạt giải    |
| 2008                 | Take That                                                        | BRIT Award for Best British Live Act                                                              | Đoạt giải    |
| 2008                 | Beautiful World                                                  | BRIT Award for Best British Album                                                                 | Đề cử        |
| 2008                 | Take That                                                        | BRIT Award for Best British Group                                                                 | Đề cử        |
| 2007                 | Patience                                                         | BRIT Award for Best British Single                                                                | Đoạt giải    |
| 2006                 | Take That                                                        | Q Idol Award                                                                                      | Đoạt giải    |
| 1996                 | Never Forget                                                     | Ivor Novello Award for Most Performed Song                                                        | Đoạt giải    |
| 1996                 | Back for Good                                                    | BRIT Award for Best British Single                                                                | Đoạt giải    |
| 1995                 | Back for Good                                                    | Ivor Novello Award for the Song of the Year                                                       | Đoạt giải    |
| 1995                 | Take That                                                        | MTV Europe Music Awards for Best Live Act                                                         | Đoạt giải    |
| 1994                 | Everything Changes                                               | Mercury Prize for Best Album                                                                      | Đề cử        |
| 1994                 | Pray                                                             | Ivor Novello Award for Best Contemporary Song                                                     | Đoạt giải    |
| 1994                 | Pray                                                             | BRIT Award for Best British Single                                                                | Đoạt giải    |
| 1994                 | Pray                                                             | BRIT Award for Best British Video                                                                 | Đoạt giải    |
| 1994                 | Take That                                                        | MTV Europe Music Awards for Best Group                                                            | Đoạt giải    |
| 1993                 | Could it be Magic                                                | BRIT Award for Best British Single                                                                | Đoạt giải    |
| 1993                 | A Million Love Songs                                             | BRIT Award for Best British Single                                                                | Đề cử        |
| 1993                 | It Only Takes a Minute                                           | BRIT Award for Best British Single                                                                | Đề cử        |